# Hildegard Kronawitter

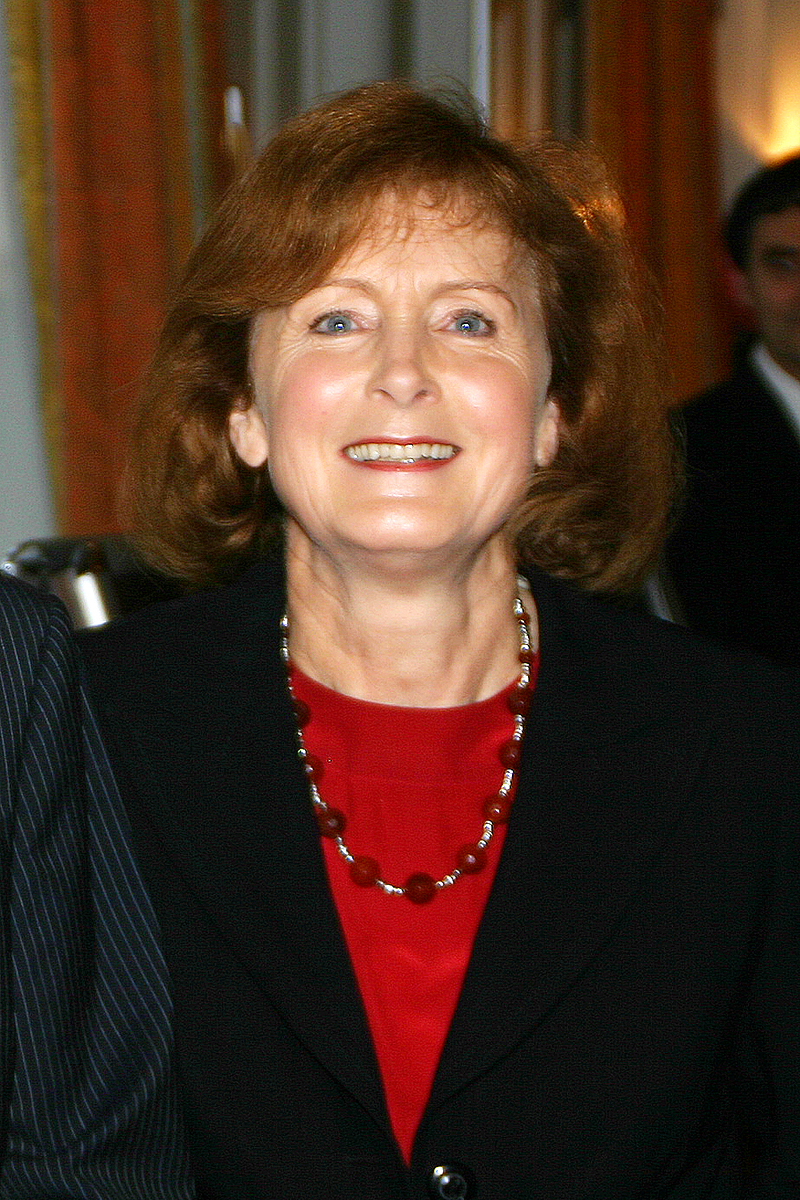
Hildegard Kronawitter (2007)

Hildegard Kronawitter (* 19. Dezember 1946 in Sumpering, Niederbayern) ist eine ehemalige deutsche Landespolitikerin. Als Abgeordnete der SPD gehörte Kronawitter von 1998 bis 2008 dem Bayerischen Landtag an. Von 1968 bis zu seinem Tod 2016 war sie mit dem langjährigen Oberbürgermeister von München Georg Kronawitter verheiratet. Von 2009 bis 2013 war Kronawitter Vorsitzende des Münchner Roten Kreuzes.

## Leben
Nach dem Besuch der Volksschule absolvierte sie eine Kaufmännische Lehre, die sie mit Auszeichnung abschloss. Über den zweiten Bildungsweg holte sie die Mittlere Reife nach und erwarb ein Begabtenabitur. Im Anschluss studierte sie von 1973 bis 1977 Volks- und Betriebswirtschaftslehre und schloss ihr Studium als Diplom-Volkswirtin ab. 1987 promovierte sie an der Ludwig-Maximilians-Universität in München in Wirtschafts- und Sozialgeschichte.
Ihre politische Laufbahn begann 1969 mit dem Eintritt in die SPD. An der Seite ihres Mannes Georg Kronawitter, der von 1972 bis 1978 und von 1984 bis 1993 Oberbürgermeister der Stadt München war, übernahm Hildegard Kronawitter zahlreiche soziale und repräsentative Aufgaben. Bis heute ist sie engagiert ehrenamtlich tätig. So war sie ab 1973 Vorstandsmitglied des BRK-Kreisverbandes München, ab 1993 dessen erste stellvertretende Vorsitzende und von 2009 bis 2013 dessen Vorsitzende. Fast ein Jahrzehnt lang stand sie als Vorsitzende Bayerns ältestem Frauenverein vor, dem Verein für Fraueninteressen e. V., deren Ehrenmitglied sie heute ist. Sie ist Mitglied der Akademieleitung und des Bildungsbeirats der Katholischen Akademie in Bayern und gehörte bis Sommer 2013 dem Landeskomitee der Katholiken in Bayern an. Sie ist Mitglied im Kuratorium der Ludwig-Maximilians-Universität München sowie dessen Instituts für Bayerische Geschichte. Seit 2009 ist sie Erste Vorsitzende der Weiße Rose Stiftung und übt dort ehrenamtlich die Geschäftsführung aus. Im Juni 2014 wurde sie zur stellvertretenden Diözesanvorsitzenden Sankt Michaelsbundes, Trägerverein des katholischen Medienhauses gewählt. Neben kaufmännischen Tätigkeiten war Hildegard Kronawitter als Dozentin in der Erwachsenenbildung tätig.
1969 trat sie in die SPD ein, kandidierte aber erst bei der Landtagswahl im September 1998 für ein Mandat. Im Stimmkreis Erding unterlag sie als Direktkandidatin ihrer Partei klar dem von der CSU nominierten Bayerischen Kultusminister Hans Zehetmair, zog aber vom Platz 16 aus mit rund 74.000 Zweitstimmen über die oberbayerische Wahlkreisliste in den Landtag ein. Dort gehörte sie dem Ausschuss für Wirtschaft, Verkehr und Technologie an, zeitweilig auch dem für Bundes- und Europaangelegenheiten. 2003 wurde sie abermals mit einem sehr guten Zweitstimmenergebnis über die Liste in den Landtag gewählt. In der zweiten Legislaturperiode war sie stellvertretende Vorsitzende des Ausschusses für Wirtschaft, Verkehr und Technologie sowie wirtschaftspolitische Sprecherin der SPD-Landtagsfraktion. Zur Landtagswahl in Bayern 2008 stand sie nicht mehr zur Wahl. Politisch ist sie lediglich noch als Vorsitzende des WirtschaftsForums der Sozialdemokratie in München e. V. tätig.

## Ehrungen und Auszeichnungen
- Ehrenzeichen des Bayerischen Roten Kreuzes (1996)
- Bundesverdienstkreuz am Bande des Verdienstordens der Bundesrepublik Deutschland (1999)
- Steckkreuz des Deutschen Roten Kreuzes (2001)
- Bayerischer Verdienstorden (2013)
- Ordre national du Mérite (3. Juni 2014) (vom französischen Botschafter Gourdault-Montagne überreicht)
- Bayerische Verfassungsmedaille in Silber (1. Februar 2019)
- Päpstlicher Gregoriusorden (Dame; 2019)[1]
- Verdienstkreuz 1. Klasse des Verdienstordens der Bundesrepublik (2023)